# Conistra delicatula
Conistra delicatula là một loài bướm đêm trong họ Noctuidae.